# Bolisserbeek
De Bolisserbeek, ook Bolissenbeek genoemd, is een zijrivier van de Dommel in België.
De naam bevat bollis, of bol-hees, waarbij bol staat voor 'week' of 'moerassig,' en hees voor 'met kreupelhout begroeid terrein'.
De beek ontspringt nabij Linde in de gemeente Peer, enkele kilometers ten westen van de oorsprong van de Dommel, en stroomt in noordwestelijke richting. Ze stroomt door het natuurgebied Resterheide en dan in noordelijke richting langs Hechtel, om dan in noordwestelijke richting tussen Eksel en Wijchmaal door te lopen, waar ze uiteindelijk in de Dommel uitmondt.